# السبيليات
السبيليات قرية من قرى قضاء أبي الخصيب في محافظة البصرة جنوب العراق.
يوجد في القرية نهر يأتي من شط العرب، وفيها قصور آل النقيب (عائلة السيد طالب النقيب) ومنها قصران للسيد رجب الرفاعي نقيب البصرة وآخران للسيد هاشم النقيب.
هذه القرية كانت محور رواية السبيليات للروائي الكويتي إسماعيل فهد إسماعيل.